# Contea di Laoting
La contea di Laoting (乐亭县S, Làotíng XiànP) è una contea della Cina, situata nella provincia di Hebei e amministrata dalla prefettura di Tangshan.